# Encolhimento cultural
O encolhimento cultural, nos estudos culturais e na antropologia social, é um complexo de inferioridade internalizado que faz com que as pessoas em um país considerem sua própria cultura inferior às culturas de outros países.
Está intimamente relacionado com o conceito de mentalidade colonial e muitas vezes está relacionado com a exibição de atitudes anti-intelectuais em relação a pensadores, cientistas e artistas que se originam de uma colônia ou ex-colônia. Também pode se manifestar em indivíduos na forma de alienação cultural.

## Por país

### Brasil
No Brasil, o conceito de complexo de vira-lata denota o mesmo que encolhimento cultural. Ele foi criado pelo dramaturgo e jornalista Nelson Rodrigues na década de 1950. O termo é frequentemente evocado para criticar alguma atitude de qualquer brasileiro em relação a uma cultura ou política estrangeira considerada submissa e auto-desprezível.

### Canadá
Muitos comentaristas culturais no Canadá sugeriram que um processo semelhante também opera naquele país. Quase todas as indústrias culturais canadenses, incluindo música, cinema, televisão, literatura, artes visuais e teatro, tiveram que lutar até certo ponto contra a percepção entre o público canadense de que as obras canadenses nesses campos eram menos importantes ou valiosas do que as obras americanas ou britânicas. A ideia específica de "encolhimento cultural" não é amplamente usada para rotular o fenômeno no Canadá, embora tenha sido usada em casos isolados; mais tipicamente, os comentaristas culturais canadenses falam de um "complexo de inferioridade canadense" ou rotulam instâncias específicas do fenômeno com termos satíricos como "hora do castor".
Antes da década de 1970, as estações de rádio canadenses quase não possuíam tempo de transmissão para a música canadense e, com exceção da CBC Television, as estações de televisão canadenses gastavam muito pouco dinheiro com a programação produzida no Canadá; em resposta, a Comissão Canadense de Rádio-televisão e Telecomunicações (CRTC) desenvolveu uma cota de conteúdo canadense obrigatória para rádio e canais de TV.

## Conexão com alienação cultural
O encolhimento cultural está intimamente ligado à alienação cultural, o processo de desvalorizar ou abandonar a própria cultura ou passado cultural. Uma pessoa que é culturalmente alienada dá pouco valor à sua própria cultura ou cultura anfitriã e, em vez disso, anseia por aquela de uma - às vezes imposta - nação colonizadora. Os teóricos pós-coloniais Bill Ashcroft, Gareth Griffiths e Helen Tiffin relacionam alienação com uma sensação de deslocamento ou deslocamento que alguns povos (especialmente aqueles de culturas de imigrantes) sentirão quando olharem para uma nação distante em busca de seus valores. Sociedades culturalmente alienadas frequentemente exibem um fraco senso de autoidentidade cultural e pouco valorizam a si mesmas. Tem-se argumentado que a manifestação mais comum dessa alienação entre os povos das nações pós-coloniais atualmente é um apetite por todas as coisas americanas, da televisão e música a roupas, gírias e até nomes. No entanto, a popularidade da cultura estadunidense tanto em países ex-colonizados quanto em países colonizadores possivelmente nega esse argumento. Indivíduos culturalmente alienados também exibem pouco conhecimento ou interesse na história de sua sociedade anfitriã, não atribuindo nenhum valor real a tais questões.
A questão da alienação cultural levou os sociólogos australianos Brian Head e James Walter a interpretar o estremecimento cultural como a crença de que o próprio país ocupa um "lugar cultural subordinado na periferia" e que "padrões intelectuais são estabelecidos e inovações ocorrem em outro lugar". Como consequência, uma pessoa que mantém essa crença tende a desvalorizar a vida cultural, acadêmica e artística de seu próprio país e a venerar a cultura "superior" de outro país (colonizador).
Uma abordagem mais sofisticada para as questões levantadas pelo encolhimento cultural, como sentida por praticantes artísticos em ex-colônias ao redor do mundo, foi desenvolvida e avançada pelo historiador de arte australiano Terry Smith em seu ensaio 'The Provincialism Problem'.